# Sideritis discolor
Sideritis discolor là một loài thực vật có hoa trong họ Hoa môi. Loài này được Willd. ex Bolle miêu tả khoa học đầu tiên năm 1860.